# Колизия
 Тази статия е за колизията в книжовния език и в литературата.  За колизията в правото вижте колизия в правото.  
Колизия (на руски: коллизия; на френски: collision; от латинската дума collisio – „шок, удар, сблъсък“) в книжовния език означава:
1. Съвпадение на неща, които взаимно си приличат.[1]
2. Сблъскване на противоположни сили, чувства, стремежи или интереси при човешки взаимоотношения.

В литературата: Колизията е противоречие между действащи лица в сюжетни литературни-художествени произведения на епоса и драмата като изразители на противоположни идеи, чувства и интереси или като представители на две поколения или на два идейни свята, важен компонент на сюжетното развитие, предпоставка за разразяване на конфликта, разрешаващ колизията в един или друг смисъл.